# Wysowa-Zdrój
Wysowa-Zdrój (bis 2003 Wysowa, lemkisch Висова, ukrainisch Висова-Здруй) ist ein Kurort mit einem Schulzenamt der Gemeinde Uście Gorlickie im Powiat Gorlicki der Woiwodschaft Kleinpolen in Polen.

## Geographie

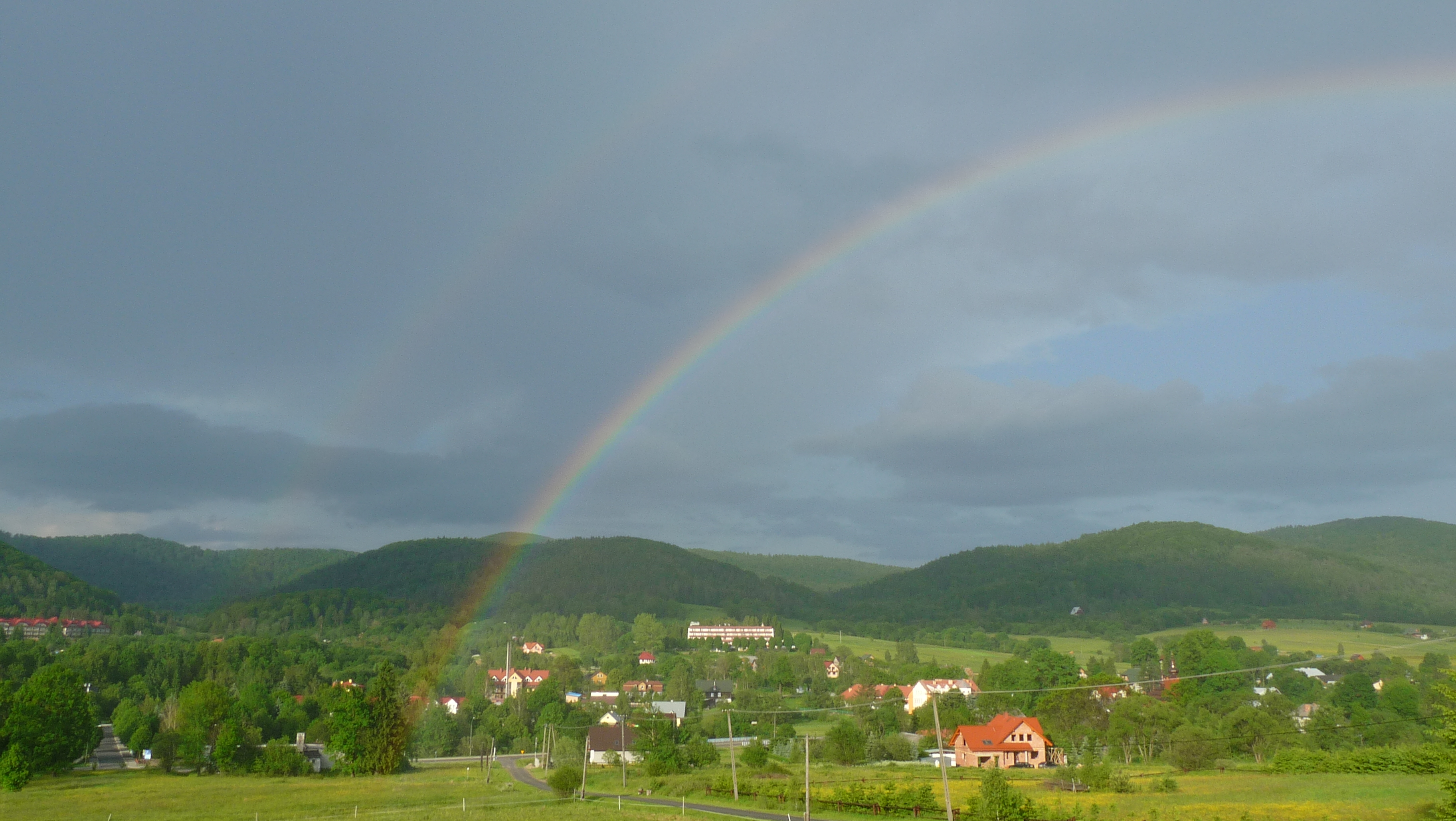
Regenbogen über Wysowa-Zdrój

Der Ort liegt am Fluss Ropa in den Niederen Beskiden im sogenannten Lemkenland. Die Nachbarorte sind Ropki im Nordwesten, Hańczowa im Norden, Regietów im Osten, Blechnarka im Südosten und das slowakische Cigeľka im Südwesten.

## Geschichte
Der Ort liegt auf einem alten Handelsweg entlang der Ropa über den Wysowska-Pass nach Ungarn, wo ein Schwert aus der Bronzezeit und römische Münzen aus dem 3. und 4. Jahrhundert vor unserer Zeitrechnung gefunden wurden. 1359 erhielt Jan Gładysz das Privileg zur Kolonisation der oberen Ropa. Damals bestand dort nur das Dorf Łosie, aber die Familie Gładysz aus Szymbark begründete dank des Privilegs 19 Dörfer, mehrheitlich im späten 15. und frühen 16. Jahrhundert. Wysowa wurde im Jahr 1437 erstmals urkundlich erwähnt. Die Herkunft des besitzanzeigenden Namens ist unklar, wahrscheinlich wurde er aus einem männlichen Personennamen abgeleitet.
Nach der Familie Gładysz gehörte das Dorf im Kreis Biecz der Woiwodschaft Krakau ab dem frühen 18. Jahrhundert der Familie Tarło. Im Sommer 1770 fand bei Wysowa eine Schlacht der Konföderation von Bar statt, wo die Russen die polnischen Konföderierten besiegten.
Bei der Ersten Teilung Polens kam Wysowa-Zdrój 1772 zum neuen Königreich Galizien und Lodomerien des habsburgischen Kaiserreichs (ab 1804). Im Jahr 1808 kauften die Bewohner alles Ackerland vom Eigentümer des Dorfes. 1812 begann der Kurbetrieb. 1890 wurde der Ort von 2000 Kurgästen besucht. Im Frühling 1915 wurde das Dorf zum großen Teil von Truppen zerstört.
1918, nach dem Ende des Ersten Weltkriegs und dem Zusammenbruch der k.u.k. Monarchie, kam Wysowa-Zdrój zu Polen. 1921 gab es im Dorf 706 Griechisch-Katholiken, 59 Römisch-Katholiken und 49 Juden. Die Siedlung Huta Wysowska, heute ein Weiler von Wysowa-Zdrój, war damals eine polnische Sprachinsel mit eigener römisch-katholischen Kirche. 1931 änderten die unierten Familien ihre Konfession auf orthodox in Folge der galizischen russophilen Bewegung. Die aufgeklärten ukrainischen Lehrer in der Volksschule wurden boykottiert und die Ratssitzungen wurden von ukrainischen Nationalaktivisten bis zur Auflösung des Gemeinderates behindert. Die Auseinandersetzungen über die Besitztümer der Kirchengebäude hielten bis zum frühen 21. Jahrhundert an.

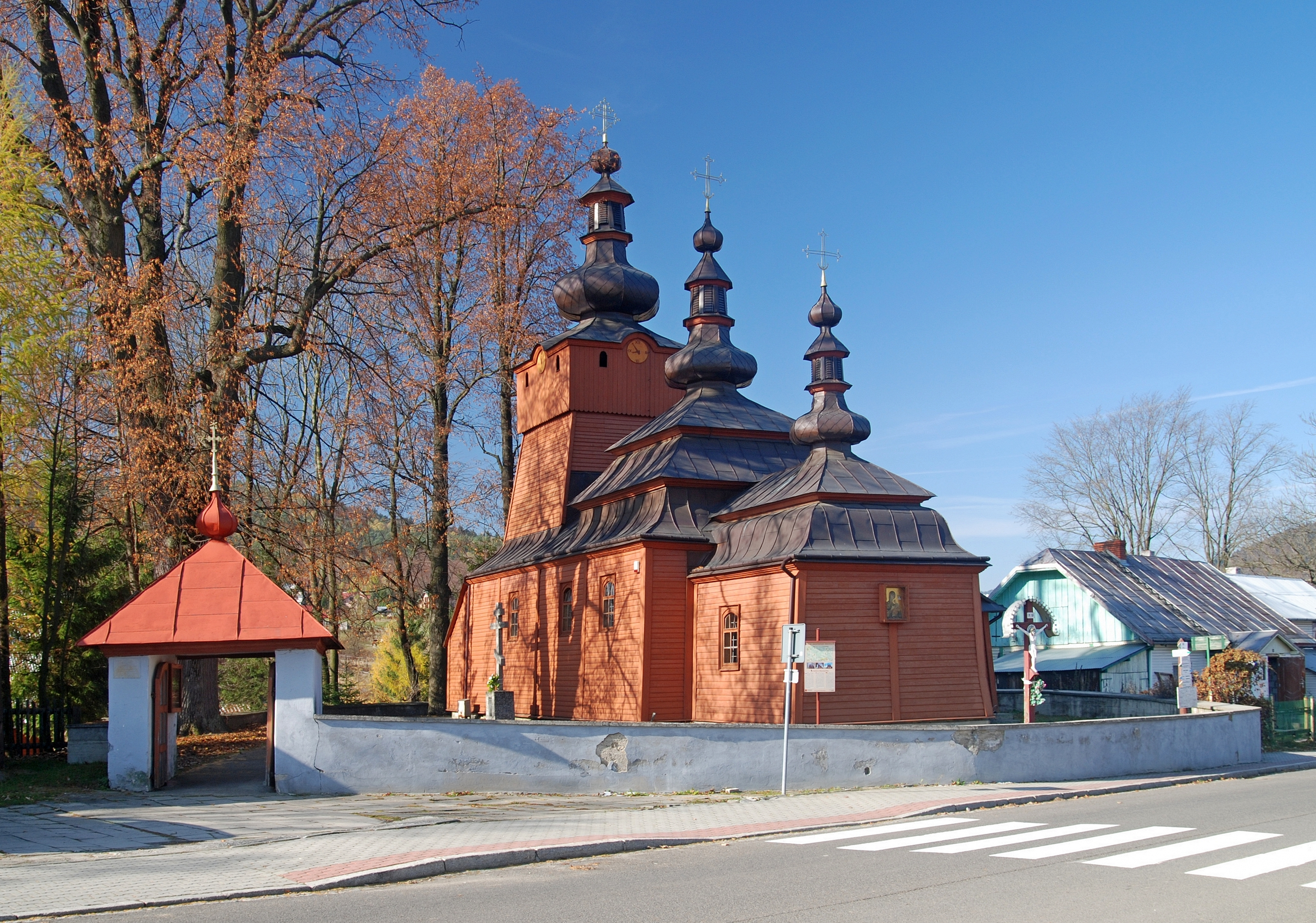
Orthodoxe Kirche

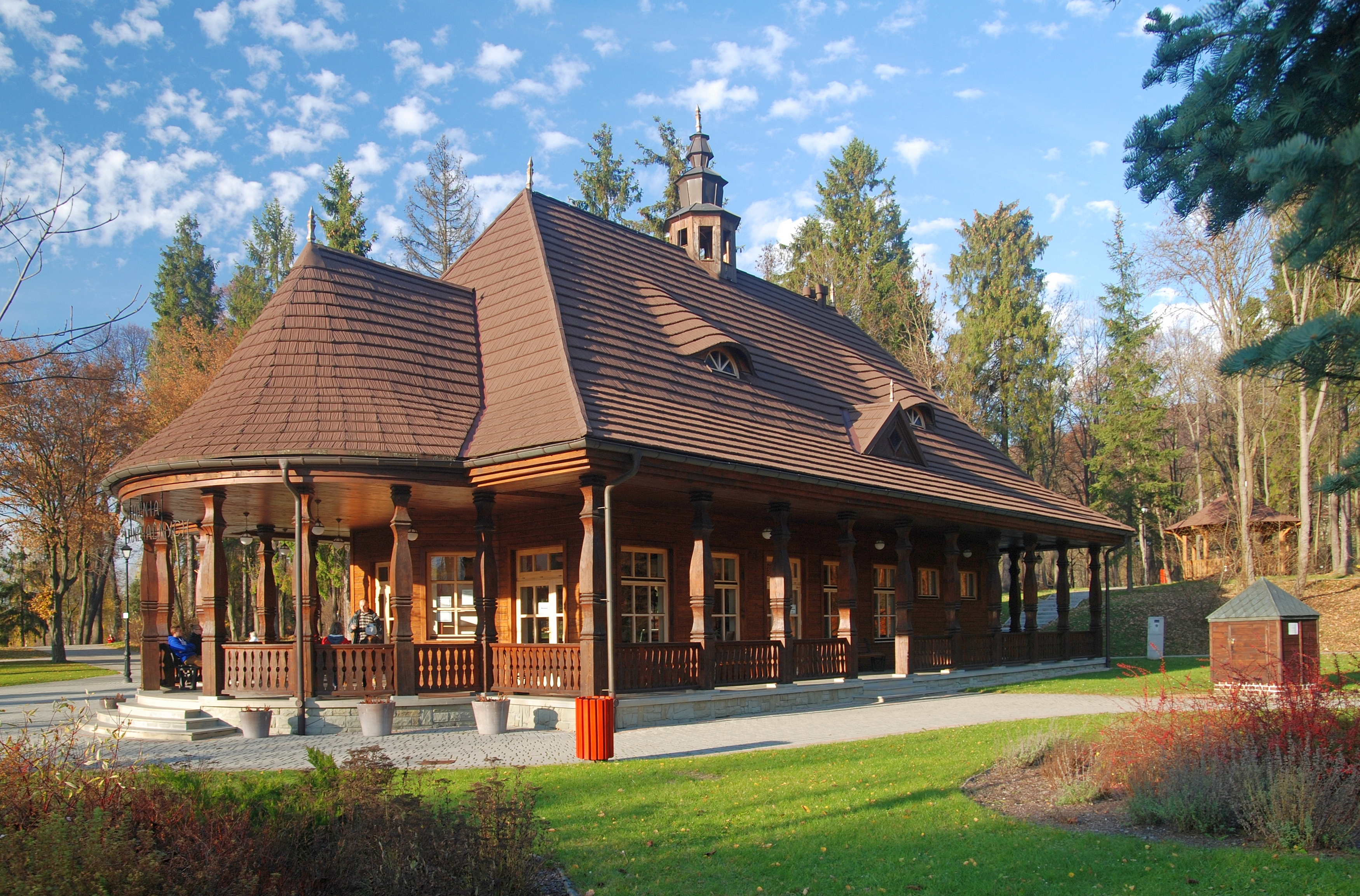
Trinkhalle für mineralische Heilwässer

Im Zweiten Weltkrieg gehörte der Ort zum Distrikt Krakau im Generalgouvernement. Die örtlichen Juden und Roma wurden 1943 deportiert und im Zuge des Holocaust ermordet. Im Jahr 1945 emigrierten 70 der lemkischen Familien scheinbar freiwillig, aber nicht ohne Ausschreitungen, in die Sowjetunion. 1947 wurde der Rest der Lemken im Rahmen der Aktion Weichsel vertrieben, nur vereinzelte Familien kehrten nach 1956 zurück. Heute leben dort nur noch 5 lemkische Familien.
Von 1975 bis 1998 gehörte Wysowa-Zdrój zur Woiwodschaft Nowy Sącz.

## Sehenswürdigkeiten
- Orthodoxe Holzkirche, 1779 als griechisch-katholische Kirche erbaut, bis 2009 gemischt griechisch-katholisch und orthodox;
- Alte griechisch-katholische Holzkirche aus 1929, 1969 bis 2017 orthodox;
- Römisch-katholische Holzkirche aus den Jahren 1935–1938;
- Soldatenfriedhof #50 aus dem Ersten Weltkrieg mit 10 österreichischen und 50 russischen Begräbten;